# Parc Martin-Luther-King
Pour les articles homonymes, voir Batignolles.
Le parc Martin-Luther-King ou parc Clichy-Batignolles – Martin-Luther-King est un espace vert public de 10 hectares à Paris dans le quartier des Batignolles (17e arrondissement), non loin du square des Batignolles.
Son aménagement, envisagé dès 2001 et intégré au projet d'hébergement du village olympique dans le cadre de la candidature de Paris aux jeux de 2012, s'est achevé en 2020.

## Situation et accès
Le parc comporte six entrées :
- 151 et 147, rue Cardinet (sud)
- 9, rue Bernard-Buffet (nord-est)
- 36, rue Gilbert-Cesbron (nord)
- 5 et 19, allée Colette-Heilbronner (le long du boulevard Berthier, nord-ouest), escalier et rampe.

D'autres entrées au sud-ouest du parc sont accessibles depuis la rue Mstislav-Rostropovitch depuis 2020, avec le nom de « Parc Martin Luther King », abandonnant désormais la référence au chantier Clichy-Batignolles.
Il est desservi par la ligne 13 aux stations Brochant et Porte de Clichy, par la ligne 14 aux stations Pont-Cardinet et Porte de Clichy, par le RER C à la Gare de la Porte de Clichy, par la ligne L du Transilien à la Gare de Pont-Cardinet et par la ligne de tramway T3b à la station Porte de Clichy.

## Origine du nom
Partie centrale du réaménagement des anciens terrains de la SNCF de l’ancienne gare de marchandises des Batignolles, il porte le nom du pasteur et militant américain pour les droits civiques, Martin Luther King (1929-1968).

## Historique

### Présentation générale

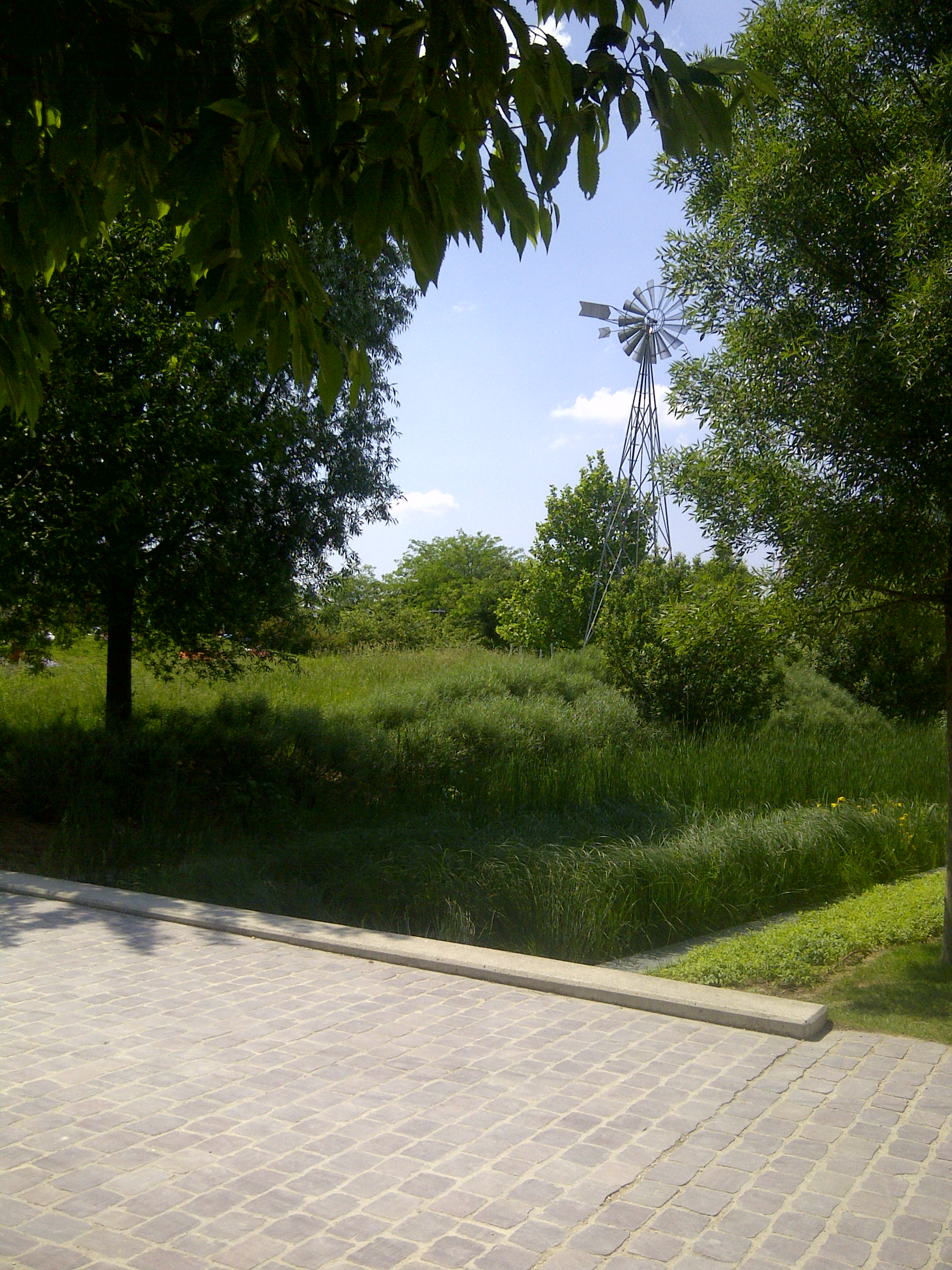
Vue sur l'éolienne du parc.

Les réflexions sur le parc ont commencé à partir de 2002, la paysagiste Jacqueline Osty et son équipe commençant à travailler sur le projet à partir de 2004 dans une optique de développement durable avec, en particulier, un bilan carbone nul ou proche de zéro, une gestion optimisée de l'énergie par l'utilisation d'une éolienne et de panneaux solaires, la récupération des eaux pluviales ou la gestion des déchets. Par ailleurs, les plantes utilisées sont généralement des plantes peu consommatrices en eau et en traitements chimiques ou des plantes locales demandant peu d'engrais et d'insecticides. La seule concession à l'environnement est l'usage de deux bacs de terre de bruyère.
Conçu pour s'intégrer au maximum dans la ville, le parc doit s'étirer le plus possible vers les nouveaux bâtiments, « à la conquête des moindres parcelles disponibles, au plus près des immeubles. La végétation s'étirera jusque dans les rues alentour ».
Le parc est situé sur le terrain de l'ancienne gare de marchandises des Batignolles.
Le parc est traversé par les voies du raccordement entre la Petite Ceinture aux voies de la gare Saint-Lazare. Ces voies, en service, servent plusieurs fois par semaine à la desserte par le rail de la cimenterie située à proximité ou bien, exceptionnellement, de position de garage ou de manœuvre pour les trains de voyageurs desservant la gare.
Le parc est planté d'érables du Japon, de conifères, de graminées et de cerisiers, tandis que des roseaux et des nénuphars sont installés dans un étang.
Achevé en 2021, le parc a vocation à être « exemplaire, récupérant les eaux dans une cuve de 1500 m³ pour l'arrosage et broyant ses coupes et ses tailles pour le paillage ».

### Structuration en différents espaces
Le parc est découpé en trois thèmes : les saisons, le sport et l'eau. Il comprend une pièce d'eau de 2 900 m2 permettant le recyclage de l'eau de pluie et de l'eau de la Seine, 433 m2 d'espace de jeux pour les petits, 520 m2 pour les enfants d'âge moyen, 1 200 m2 pour les jeux de ballons (terrains découverts), 915 m2 pour le skate park, 390 m2 pour la pratique du basket-ball, ainsi que de nombreux bancs et transats en bois pour les promeneurs.
Le parc comprend également un jardin partagé de 170 m2 nommé « Perlimpinpin », en hommage à la chanson Perlimpinpin de Barbara.

### Agrandissements successifs

La partie nord du parc avec les immeubles en construction dans le cadre de l'opération Clichy-Batignolles (mars 2015).

En 2007, dans le cadre de l'aménagement urbain du quartier environnant de Clichy - Batignolles, la première partie du parc le long de la rue Cardinet ouvre avec une superficie de 4,3 hectares.
Le 18 avril 2014, une deuxième partie du parc ouvre jusqu'au boulevard Berthier, le parc voit alors sa superficie augmenter de 2,2 ha pour atteindre 6,5 ha. Les travaux commencés fin 2012 ont coûté 22 millions d'euros. Une passerelle permet de franchir les voies d'un ancien raccordement de la Petite Ceinture aux voies ferrées des lignes au départ de la gare Saint-Lazare avec un restaurant prévu en concession et une grande pelouse offerte à la détente des riverains. Dans le cadre du réaménagement du quartier, et de façon relativement inédite, c'est la révision de l'organisation du parc qui a précédé la construction des bâtiments alentour.
La sculpture Open Book (2014) de Diane Maclean (en), offerte à la Ville de Paris par la reine d'Angleterre Élisabeth II, est installée en 2015 dans le parc. 
La dernière phase achevée en 2020 avec les travaux de création d'une cascade et de nouveaux bassins et l'ouverture de la station de métro Pont Cardinet ; elle permet au parc d'atteindre 10 ha. Cette phase du projet consiste en « une grande promenade en surélévation ». Le parc devient alors le huitième parc de Paris en superficie.